# Festuca alatavica
Festuca alatavica är en gräsart som först beskrevs av St.-yves, och fick sitt nu gällande namn av Roman Julievich Roshevitz. Festuca alatavica ingår i släktet svinglar, och familjen gräs. Inga underarter finns listade i Catalogue of Life.